# Microporella pontifica
Microporella pontifica är en mossdjursart som beskrevs av Osburn 1952. Microporella pontifica ingår i släktet Microporella och familjen Microporellidae.
Artens utbredningsområde är Mexikanska golfen. Inga underarter finns listade i Catalogue of Life.